# Câmara de Lobos (freguesia)
A Freguesia de Câmara de Lobos com sede na cidade que lhe deu o nome, é uma freguesia portuguesa do Município de Câmara de Lobos com 7,74 km² de área e 16556 habitantes (censo de 2021), tendo, por isso, uma densidade populacional de 2 139 hab./km².
Localiza-se a uma latitude 32.633 (32° 38') Norte e a uma longitude 16.9833 (16° 59') Oeste, estando a uma altitude  de 5 metros. É banhada pelo Oceano Atlântico a sul. Tem montanhas a norte.
As atividades principais são: agricultura, indústria de refrigerantes, pesca, comércio e serviços. 

## Demografia
A população registada nos censos foi:
| Distribuição da População por Grupos Etários | Distribuição da População por Grupos Etários | Distribuição da População por Grupos Etários | Distribuição da População por Grupos Etários | Distribuição da População por Grupos Etários |
| -------------------------------------------- | -------------------------------------------- | -------------------------------------------- | -------------------------------------------- | -------------------------------------------- |
| Ano                                          | 0-14 Anos                                    | 15-24 Anos                                   | 25-64 Anos                                   | > 65 Anos                                    |
| 2001                                         | 4573                                         | 3159                                         | 7723                                         | 1387                                         |
| 2011                                         | 3913                                         | 2922                                         | 9637                                         | 1514                                         |
| 2021                                         | 2749                                         | 2238                                         | 9349                                         | 2220                                         |

## Património
- Património Natural da Freguesia de Câmara de Lobos -  Ilhéu

O Ilhéu de Câmara de Lobos exibe-se sobre um oponente rochedo.
Neste, é atualmente possível usufruir de um belo jardim e desfrutar em simultâneo de uma paisagem soberba sobre a cidade de Câmara de Lobos, o promontório do Cabo Girão e o vasto oceano.
No entanto, este mesmo lugar, em tempos constituiu um tradicional bairro de pescadores, sendo na altura o com mais denso em termos populacionais da Madeira.
A denominação de Ilhéu deve-se aos seus primórdios, quando este ainda não estava ligado à terra, formando uma pequena ilha isolada que posteriormente uniu-se devido a deslizamentos de terras procedentes das encostas.
No que toca à história deste Ilhéu, ainda que não seja uma afirmação com unanimidade, alguns apontam para que esta tenha sido a primeira morada de João Gonçalves Zarco, defendendo que este aqui habitou entre 1420 e 1424.

Assim, este é um espaço inserido na freguesia de Câmara de Lobos que vale a pena ser preservado, não só pela sua beleza de carácter natural, mas também pelo facto de este ilhéu ser um contador de histórias que valem a pena transmitir às gerações futuras. 

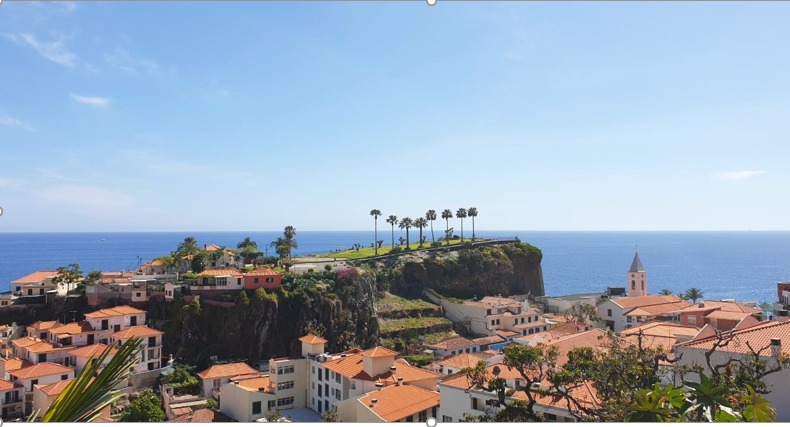
Ilhéu de Câmara de Lobos

Deste modo, conclui-se que lugares como estes, dotados de uma beleza a vários níveis (natural, cultural, histórico), estão associados a uma responsabilidade acrescida, por parte de todos os indivíduos, sendo um dever, enquanto cidadãos, procurar conservar o património e legado existente, a curto, médio e longo prazo, ainda que esse cuidado não invalide uma exploração responsável.

### Escultura Mar de Esperança
A escultura Mar de Esperança encontra-se localizada na rua Nova da Praia e é datada do ano de 2004. O seu autor é Francisco Lucena.

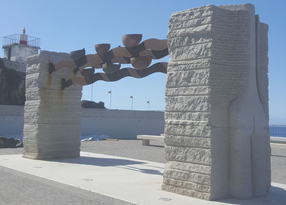
Escultura Mar de Esperança
A denominação Mar de Esperança da escultura, pretende retratar e eternizar a estreita relação da população de Câmara de Lobos e sua ligação ao mar.

### Forno da cal
O Forno da Cal localiza-se no começo da promenade pelo centro de Câmara de Lobos. Foi construído em 1874 por Roque Teixeira de Agrela.
A produção do cal era vista como uma necessidade dada a sua importância para diversos afazeres, principalmente ligados à construção civil.
Em 1914 o mesmo foi alvo de intervenção para restauro. Apesar de ter sido efetuada mais uma intervenção nos anos 60, este deixou de estar ativo até aos anos 70 uma vez que a população reclamava devido ao odor e fumo resultante da laboração.
Mais tarde em 1983 é adquirido pela câmara municipal, dando aqui lugar à indústria artesanal de secagem de “peixe gata” .
Atualmente, o forno da cal faz parte do projeto da Frente Mar da freguesia de câmara de lobos, onde se encontra salinas e toda a zona da Trincheira.